# Тхоржевский, Иван Иванович
Ива́н Ива́нович Тхорже́вский (19 сентября 1878, Ростов-на-Дону — 11 марта 1951, Париж) — высокопоставленный чиновник Российской империи, банкир, видный политический активист Белого движения, управляющий делами Совета министров правительства Юга России П. Н. Врангеля, поэт и переводчик.

## Биография
Его родители, Иван Феликсович (1843—1910) и Александра Александровна (урождённая Пальм, 1855—1933), под общим псевдонимом «Иван-да-Марья» составили и издали полное собрание песен Беранже в переводах русских поэтов.
Окончил юридический факультет Петербургского университета. Был оставлен для подготовки к профессорскому званию, но предпочёл государственную службу. С 1901 года служил в канцелярии Комитета министров (по Государственной канцелярии). В 1904—1905 годах дежурил при С. Ю. Витте. Работал в делопроизводстве Особого совещания по нуждам сельскохозяйственной промышленности. В 1906 году перешёл на службу в Министерство земледелия. По делам землеустройства объезжал всю Россию, ведал вопросами законодательства и внутринадельного землеустройства в канцелярии комитета по землеустроительным делам. В конце лета 1910 года сопровождал П. А. Столыпина в его поездке по Сибири, составил записку о Сибири. Дослужился до поста управляющего канцелярией Министерства земледелия, камергер; в 1916 году вышел в отставку. Был избран председателем совета акционеров Нидерландского банка для русской торговли, вошёл в правление Торгово-промышленного банка, стал акционером петроградской промышленной мануфактуры «Треугольник».
С 1917 года принимал активное участие в антибольшевистской борьбе. В конце 1917 года на его квартире в Петрограде проходили собрания Правого центра. Летом 1919 года тайно выехал в Гельсингфорс. В 1919 году редактировал в Финляндии газету «Новая русская жизнь» (до января 1920 года — «Русская жизнь»). Стал одним из инициаторов создания в Финляндии Общества для борьбы с большевизмом, затем жил в Париже. В сентябре 1920 года через Константинополь переехал в Крым. В 1920 году принимал участие в правительстве генерала П. Н. Врангеля, начальник канцелярии, управляющий делами Совета министров правительства Юга России. Затем готовил эвакуацию белых войск в Константинополь.
В декабре 1920 года эмигрировал в Париж. Член правления Торгово-промышленного банка, деятель Российского торгово-промышленного и финансового союза. Сотрудничал с газетами «Возрождение», «Россия» (член её редакции в 1939 году), журналами «Иллюстрированная Россия», «Театр и жизнь», «Часовой», другими периодическими изданиями.
В 1922 году был посвящён в масонство в русской парижской ложе «Астрея» № 500 Великой ложе Франции. Затем был одним из основателей русских лож «Гермес» № 558 (1924) и «Юпитер» № 536 (1926) (ВЛФ).
В 1936 сотрудничал с Национально-трудовым союзом нового поколения, в 1936—1937 — с Союзом русских дворян, в 1936—1937 — с Российским центральным объединением. В 1937—1938 годах — член Главного правления Российского национального объединения, выступал на заседаниях этого общества с докладами. Состоял в Союзе ревнителей священной памяти императора Николая II. Член кружка «К познанию России» (1933—1936). Входил в Особую комиссию по делу Н. Скоблина (1937). С 1937 года — председатель Национального объединения русских писателей и журналистов во Франции. Выступал с докладами о земельном вопросе в России, о проблемах землеустройства, реформе П. А. Столыпина во многих организациях эмиграции, в том числе в Российском центральном объединении, Русском общевоинском союзе (РОВС), в Братстве имени преподобного Сергия Радонежского и др., читал публичные лекции.
В годы Второй мировой войны закончил труд «Русская литература» (тт. 1—2, 1946). По окончании войны сотрудничал с «Русской мыслью». Основатель, редактор и член редколлегии журнала «Возрождение» (с 1948); к участию в журнале привлёк И. А. Бунина, Б. К. Зайцева, Г. Иванова, Н. А. Тэффи и др. писателей. Автор исследований о Н. В. Гоголе, А. С. Пушкине, Ф. М. Достоевском, И. С. Тургеневе. Писал стихи. В эмиграции выпустил перевод «Дивана» Гёте (Париж, 1932). Переводы, стихи и статьи о литературе печатал в журналах «Борьба за Россию», «Современные записки», «Союз дворян», «Возрождение», а также в газете «Русская мысль». Член-основатель Общества охранения русских культурных ценностей. Мемуарист.
Похоронен на кладбище в Сент-Женевьев-де-Буа (могила № 2336).

## Семья
- Жена (с 7 февраля 1910) — Зинаида Андреевна Искрицкая (26.05.1878, Чернигов, — 29.07.1947, Париж), сестра Михаила Искрицкого, первым браком (08.04.1901, СПб) за Иваном Петровичем Шаховским, сыном П. И. Шаховского, с ним разведена, в этом браке у неё два сына Пётр (1902—1920) и Владимир (1904—1972) Шаховские[2].
  - Сын — Георгий (1913—2006)[2]
- Единокровная сестра — Ольга Ивановна в замужестве Владимирова (1866—2.12.1889), её муж поручик Николай Николаевич Владимиров[2], дочь отца от первого брака с Александрой Сербиновой, умершей в 1870 г.;
- Сестра — Александра Ивановна в замужестве Петрова (10.01.1876—1921), муж Николай Филиппович Петров[2];
- Сестра — Нина Ивановна Тхоржевская (31.10.1887—?)[2];
- Брат — Владимир Иванович Тхоржевский (26.10.1889—?)[2];
- Брат — Сергей Иванович Тхоржевский (18.06.1893—29.01.1942), жена Нина Сергеевна, урождённая Шумкова, у них сын писатель Сергей Тхоржевский[2];
- Брат — Алексей Иванович Тхоржевский (?—?)[2]
- Брат — Михаил Иванович Тхоржевский (?—?)[2]

## Творчество
Известен как мастер художественного перевода. Переводил с французского и итальянского: Верлена, Пруста, Малларме, Корбьера, Леопарди и т. д. Главный переводческий труд поэта — рубаи Омара Хайама. За свои переводы он был дважды удостоен почётных отзывов Пушкинской премии Академии наук — в 1903 году за перевод «Стихов философа» М. Гюйо (СПб., 1901), и в 1907 за сборник переводов новейшей французской лирики «Tristia» (СПб., 1906).
Писал Тхоржевский и оригинальные стихи. Известность получило восьмистишие Тхоржевского — вольное подражание Гафизу:
Лёгкой жизни я просил у Бога:

Посмотри, как мрачно всё кругом.

Бог ответил: пожди немного,

Ты еще попросишь о другом.

Вот уже кончается дорога,

С каждым днём всё тоньше жизни нить.

Лёгкой жизни я просил у Бога,

Лёгкой смерти надо бы просить.
Любовь Васильевна Шапорина, получив сообщение о смерти, записывала в «Дневнике» 18 января 1946 года, чуть изменив двустишие:
«Лёгкой жизни я просил у Бога,
Лёгкой смерти надобно просить.
Да, бедный Алексей Валерьянович, мне кажется, очень легко воспринимал жизнь. И такая мучительная смерть».

### «Новые поэты Франции»
Масштабный труд Тхоржевского «Новые поэты Франции» увидел свет в Париже в июле 1930 г. В предисловии «От переводчика» Тхоржевский объяснял, что старался представить «живую историю французской поэзии в образцах», руководствуясь тем, что он назвал «общей линией развития французской поэзии за последнее время». О том, насколько глубоко Тхоржевский уяснил себе художественную специфику некоторых из самых ярких составляющих этой «общей линии», может свидетельствовать следующая фраза из того же предисловия: «от бесцельных скитаний „Пьяного Корабля“ Рэмбо — к настойчивому и смелому „Гребцу“ Валери». Таким образом Тхоржевский сопоставил столь разновеликие явления как «Пьяный корабль» («Le Bateau ivre») Артюра Рембо и «Гребец» («Rameur») Поля Валери.
Антология Тхоржевского, равно как и его подход к трактовке оригинала в переводе, не остались незамеченными в литературных кругах диаспоры. Так, в одном из писем к Глебу Струве Владимир Набоков выразил сожаление, что «поленился» написать рецензию на сборник Тхоржевского: «она была бы убийственной. Я просмотрел вчера книжку, и до сих пор меня слегка мутит. Особенно очарователен перевод „Пьяного Корабля“ Рембо, где совершенно помимо воли Рембо появился на борту капитан из русских интеллигентов, обличитель лицемерия Европы, ведущий рассказ от собственного лица и принимающий „Флориды“ за русалок» (письмо Набокова датировано 8 ноября 1930 года).
В советской и постсоветской России этот труд Тхоржевского остаётся малоизвестным. Ниже приведены выходные данные антологии, а также её оглавление.
Новые поэты Франции в переводах Ив. Тхоржевского. — Paris: Книжн. дело «Родник» в Париже / Libr. «La Source», 106, r. de la Tour, Paris, [июль] 1930.
От переводчика
Отдел I
ПРЕДТЕЧИ
Артюр Рэмбо
Шарль Кро
Тристан Корбьер
Граф де-Лотреамон
Поль Верлен
Стефан Маллармэ
Леон Диркс
Анатоль Франс
Поль Дерулэд
Жан Ришпэн
Жюль Лафорг
Эфраим Микаэл
Отдел II
ВЧЕРАШНИЙ БЛЕСК
Символисты
Жан Мореас
Анри де-Ренье
Жорж Роденбах
Шарль ван-Лерберг
Морис Метерлинк
Эмиль Верхарн
Рене Гиль
Адольф Реттэ
Франсис Вьеле-Гриффэн
Шарль Морис
Альбер Самен
Пьер Луис
Виктор Маргерит
Густав Кан
Шарль Герэн
Стюарт Меррил
Анри Бернэс
Огюст Анжелье
Нео-романтики
Эдмон Ростан
Эмманюэль Синьорэ
Лоран Тальяд
Эдмон Гарокур
Теодор Ботрель
Шарль ле-Гоффик
Элен Вакареско
Анри Мальтест
Луи Марсолло
Граф Монтескью
Шарль Пеги
Отдел III
Современники
Поль Фор
Поль Клодель
Андрэ Жид
Анри Батайль
Франсис Жамм
Марсель Пруст
Графиня де-Ноайль
Музурус-бей
Камилл Моклэр
Филеас Лебэг
Фернанд Грэг
Андрэ Спир
Поль-Жан Туле
Макс Жакоб
Гильом Аполлинэр
Андрэ Сальмон
Франсис Карко
Жан Кокто
Раймонд Радигэ
Реми Буржери
Валери Ларбо
Жуль Сюпервиэль
Тристан Дерэм
Поль Жеральди
Леон-Поль Фарг
Сесиль Соваж
Франсуа Мориак
Жюль Ромэн
Поль Валери

## Книги
- Иван Тхоржевский. Последний Петербург: воспоминания камергера. — Алетейя, 1999. — ISBN 978-5-89329-170-4.